# Acquaviva Platani
Acquaviva Platani är en ort och kommun i kommunala konsortiet Caltanissetta, innan 2015 i provinsen Caltanissetta, i regionen Sicilien i sydvästra Italien. Kommunen hade 938 invånare (2017).